# Марі Одет Рішар Арман Шапель де Жуміак
Марі Одет Рішар Арман Шапель де Сен-Жан де Жуміак (*фр. Marie Odet Richard Armand de La Chapelle de Saint-Jean de Jumilhac; 1847  — 28 червня 1880) — французький аристократ, 7-й герцог Рішельє.

## Життєпис
Походив зі знатного французького роду Шапель де Жуміак з Періге. Старший син графа Луї Армана Шапель де Жуміака та Марії Гелени Августи (доньки генерала Сигізмунда де Пуже де Надайяк). Народився 1847 року. Здобув гарну освіту. В лютому 1875 року одружився з Алісою Гейне, донькою заможного ньюйоркського банкира французького походження Мішеля Гейне. Завдяки цьому зумів покращити фінансове становище.
1879 року після смерті стрийка Армана Франсуа Одет Шапель де Жуміака успадкував титул герцога Рішельє, а також усі землі роду. Втім 1880 під час поїздки до Афін раптово помер.

## Родина
Дружина — Аліса, донька Мішеля Гейне, банкира з Нью-Йорку
Діти:
- Марі Оде Жан Арман (1875—1952), 8-й герцог Рішельє
- Оділія Марі Огюст Септіманія (1879—1974), дружина принца Габріеля де Ларошфуко